# Kardinál-kněz

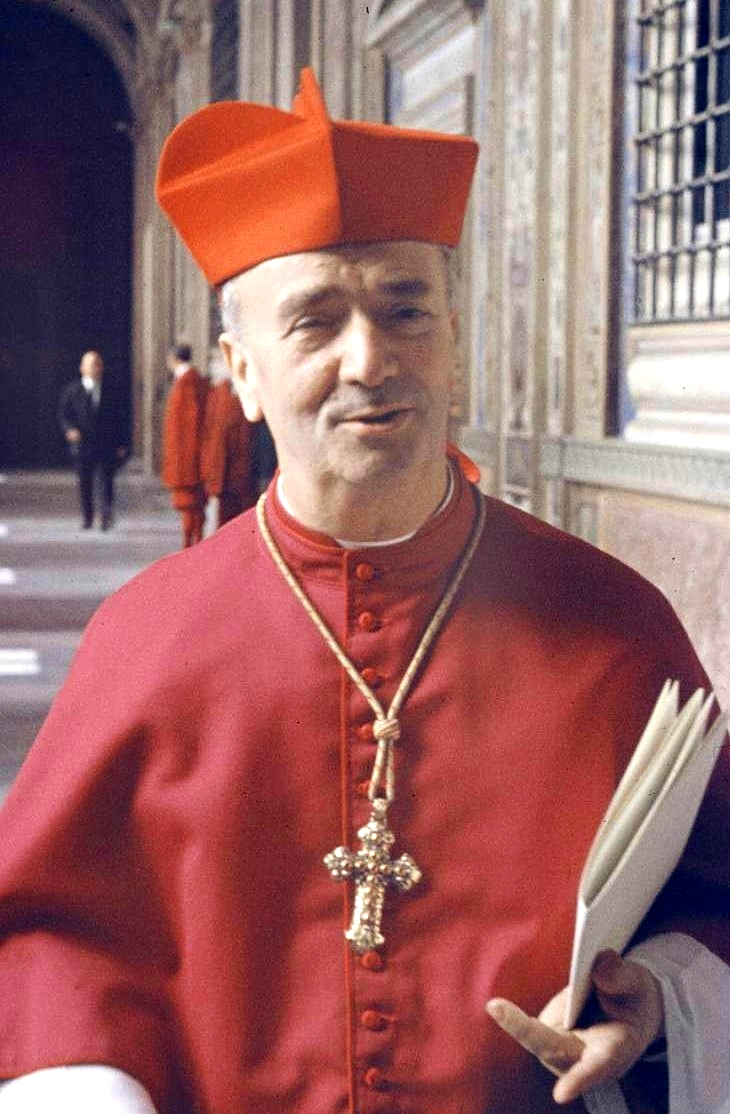
Alfredo Ottaviani, kardinál-jáhen (1958-1967), kardinál-protojáhen (1961-1967) a kardinál-kněz (1967–1979)

Kardinál-kněz je člen prostřední kardinálské třídy (ordo).

## Charakteristika
Jedná se o titul užívaný pro kardinály, kteří jsou ustanoveni jako diecézní (arci)biskupové a také pro kardinály-jáhny, kterým byl povýšen jejich kardinálský titul (pro hac vice). Většina kardinálů jsou držiteli titulu právě ve třídě kardinál-kněz. Kardinál-protokněz, primus inter pares, má specifické úkoly během inaugurace nového papeže.